# Wereldkampioenschappen atletiek 1999
De 7e wereldkampioenschappen atletiek werden gehouden van 20 tot 29 augustus 1999 in het Olympisch Stadion van Sevilla (Spanje).
Voor België was er één bronzen medaille met de derde plaats van Mohammed Mourhit op de 5000 m (12.58,80). Jonathan N'Senga haalde de finale van de 110 m horden, waarin hij achtste werd in 13,54 s.
Bij de mannen werden twee medaillewinnaars later gediskwalificeerd wegens doping: de Rus German Skurygin, eerste geëindigd in de 50 km snelwandelen in 3:44.23; en het Nigeriaanse aflossingsteam op de 4 x 100 m, dat als derde eindigde in 37,91 s (een van de leden van het team, Innocent Asonze, was in juni 1999 positief bevonden bij een dopingtest).
Polsstokhoogspringen, kogelslingeren en 20 km snelwandelen (telkens voor vrouwen) waren nieuwe nummers op het programma.

## Wereldrecords
Tijdens deze kampioenschappen werden twee wereldrecords gevestigd: Michael Johnson (Verenigde Staten) liep de 400 m in 43,18 s - dit record werd pas op 14 augustus 2016 verbeterd door Wayde van Niekerk (43,03); Stacy Dragila (Verenigde Staten) sprong over 4,60 m bij het polsstokhoogspringen.

## Deelnemers

### Nederland
- Patrick van Balkom

200 m — kwartfinale (20,59 s), series (20,65 s)
- Marko Koers

1500 m — halve finale (3.40,15), series (3.38,04)
- Gert-Jan Liefers

1500 m — DNF (halve finale), series (3.41,53)
- Kamiel Maase

10.000 m — 8e plaats (28.15,58)
- Robin Korving

110 m horden — halve finale (13,45 s), kwartfinale (13,30 s), series (13,45 s)
- Simon Vroemen

3000 m steeple — DNF (halve finale)
- Wilbert Pennings

Hoogspringen — 10e plaats (2,25 m), kwalificatie (2,29 m)
- Pieter van der Kruk

Discuswerpen — kwalificatie 57,65 m
- Chiel Warners

Tienkamp — DNF (10,76-7,47-14,34-2,03-47,71-15,02-38,65-dns)
- Sharon Jaklofsky

Verspringen — kwalificatie 6,31 m
- Lieja Koeman

Kogelstoten — kwalificatie 17,47 m

## Uitslagen

### 100 m
| Rang | Land | Atleet                  | Tijd      |
| ---- | ---- | ----------------------- | --------- |
| 1    | USA  | Maurice Greene          | 9,80 (KR) |
| 2    | CAN  | Bruny Surin             | 9,84 (NR) |
| 3    | GBR  | Dwain Chambers          | 9,97      |
| 4    | BAR  | Obadele Thompson        | 10,00     |
| 5    | USA  | Tim Harden              | 10,02     |
| 6    | USA  | Tim Montgomery          | 10,04     |
| 7    | GBR  | Jason Gardener          | 10,07     |
| 8    | CAY  | Kareem Streete-Thompson | 10,24     |

| Rang | Land | Atleet               | Tijd       |
| ---- | ---- | -------------------- | ---------- |
| 1    | USA  | Marion Jones         | 10,70 (KR) |
| 2    | USA  | Inger Miller         | 10,79      |
| 3    | GRE  | Ekateríni Thánou     | 10,84      |
| 4    | UKR  | Zjanna Pintoesevitsj | 10,95      |
| 5    | USA  | Gail Devers          | 10,95      |
| 6    | FRA  | Christine Arron      | 10,97      |
| 7    | BAH  | Chandra Sturrup      | 11,06      |
| 8    | NGR  | Mercy Nku            | 11,16      |

### 200 m
| Rang | Land | Atleet                     | Tijd  |
| ---- | ---- | -------------------------- | ----- |
| 1    | USA  | Maurice Greene             | 19,90 |
| 2    | BRA  | Claudinei Quirino Da Silva | 20,00 |
| 3    | NGR  | Francis Obikwelu           | 20,11 |
| 4    | BAR  | Obadele Thompson           | 20,23 |
| 5    | POL  | Marcin Urbaś               | 20,30 |
| 6    | USA  | Kevin Little               | 20,37 |
| 7    | GBR  | Julian Golding             | 20,48 |
| 8    | NAM  | Frankie Fredericks         | DNS   |

| Rang | Land | Atleet           | Tijd  |
| ---- | ---- | ---------------- | ----- |
| 1    | USA  | Inger Miller     | 21,77 |
| 2    | JAM  | Beverly McDonald | 22,22 |
| 3    | JAM  | Merlene Frazer   | 22,26 |
| 3    | GER  | Andrea Philipp   | 22,26 |
| 5    | BAH  | Debbie Ferguson  | 22,28 |
| 6    | NGR  | Fatima Yusuf     | 22,42 |
| 7    | AUS  | Lauren Hewitt    | 22,53 |
| 8    | JAM  | Juliet Campbell  | 22,64 |

### 400 m
| Rang | Land | Atleet                  | Tijd       |
| ---- | ---- | ----------------------- | ---------- |
| 1    | USA  | Michael Johnson         | 43,18 (WR) |
| 2    | BRA  | Sanderlei Claro Parrela | 44,29 (AM) |
| 3    | MEX  | Alejandro Cárdenas      | 44,31 (NR) |
| 4    | USA  | Antonio Pettigrew       | 44,54      |
| 5    | GBR  | Mark Richardson         | 44,65      |
| 6    | JAM  | Gregory Haughton        | 45,07      |
| 7    | GBR  | Jamie Baulch            | 45,18      |
| 8    | USA  | Jerome Young            | DSQ        |

| Rang | Land | Atleet           | Tijd  |
| ---- | ---- | ---------------- | ----- |
| 1    | AUS  | Cathy Freeman    | 49,67 |
| 2    | GER  | Anja Rücker      | 49,74 |
| 3    | JAM  | Lorraine Graham  | 49,92 |
| 4    | NGR  | Falilat Ogunkoya | 50,03 |
| 5    | GBR  | Katharine Merry  | 50,52 |
| 6    | RUS  | Natalja Nazarova | 50,61 |
| 7    | GER  | Grit Breuer      | 50,67 |
| 8    | RUS  | Olga Kotljarova  | 50,72 |

### 800 m
| Rang | Land | Atleet             | Tijd    |
| ---- | ---- | ------------------ | ------- |
| 1    | DEN  | Wilson Kipketer    | 1.43,30 |
| 2    | RSA  | Hezekiel Sepeng    | 1.43,32 |
| 3    | ALG  | Djabir Saïd-Guerni | 1.44,18 |
| 4    | CUB  | Norberto Téllez    | 1.45,03 |
| 5    | KEN  | Japheth Kimutai    | 1.45,18 |
| 6    | ITA  | Andrea Longo       | 1.45,33 |
| 7    | KEN  | Kennedy Kimwetich  | 1.46,27 |
| 8    | GER  | Nils Schumann      | 1.46,79 |

| Rang | Land | Atleet              | Tijd    |
| ---- | ---- | ------------------- | ------- |
| 1    | CZE  | Ludmila Formanová   | 1.56,68 |
| 2    | MOZ  | Maria Mutola        | 1.56,72 |
| 3    | RUS  | Svetlana Masterkova | 1.56,93 |
| 4    | USA  | Jearl Miles-Clark   | 1.57,40 |
| 5    | RUS  | Natalja Tsyganova   | 1.57,81 |
| 6    | RUS  | Natalja Gorelova    | 1.57,90 |
| 7    | AUT  | Stephanie Graf      | 1.57,92 |
| 8    | BLR  | Natalja Dukhnova    | 1.58,69 |

### 1.500 m
| Rang | Land | Atleet             | Tijd         |
| ---- | ---- | ------------------ | ------------ |
| 1    | MAR  | Hicham El Guerrouj | 3.27,65 (KR) |
| 2    | KEN  | Noah Ngeny         | 3.28,73 (NR) |
| 3    | ESP  | Reyes Estévez      | 3.30,57      |
| 4    | ESP  | Fermín Cacho       | 3.31,34      |
| 5    | ESP  | Andrés Díaz        | 3.31,83      |
| 6    | KEN  | Laban Rotich       | 3.33,32      |
| 7    | KEN  | David Lelei        | 3.33,82      |
| 8    | FRA  | Driss Maazouzi     | 3.34,02      |

| Rang | Land | Atleet                 | Tijd    |
| ---- | ---- | ---------------------- | ------- |
| 1    | RUS  | Svetlana Masterkova    | 3.59,53 |
| 2    | USA  | Regina Jacobs          | 4.00,35 |
| 3    | ETH  | Kutre Dulecha          | 4.00,96 |
| 4    | ROU  | Violeta Beclea-Szekely | 4.00,98 |
| 5    | POR  | Carla Sacramento       | 4.01,29 |
| 6    | ROU  | Elena Buhaianu         | 4.04,27 |
| 7    | POL  | Anna Jakubczak         | 4.04,40 |
| 8    | ESP  | Ana Amelia Menéndez    | 4.04,72 |

### 5000 m
| Rang | Land | Atleet           | Tijd          |
| ---- | ---- | ---------------- | ------------- |
| 1    | MAR  | Salah Hissou     | 12.58,13 (KR) |
| 2    | KEN  | Benjamin Limo    | 12.58,72      |
| 3    | BEL  | Mohammed Mourhit | 12.58,80      |
| 4    | MAR  | Brahim Lahlafi   | 12.59,09      |
| 5    | KEN  | Daniel Komen     | 13.04,71      |
| 6    | ETH  | Fita Bayissa     | 13.13,86      |
| 7    | ETH  | Hailu Mekonnen   | 13.18,97      |
| 8    | ETH  | Millon Wolde     | 13.20,81      |

| Rang | Land | Atleet                           | Tijd          |
| ---- | ---- | -------------------------------- | ------------- |
| 1    | ROU  | Gabriela Szabó                   | 14.41,82 (KR) |
| 2    | MAR  | Zahra Ouaziz                     | 14.43,15      |
| 3    | ETH  | Ayelech Worku                    | 14.44,22      |
| 4    | GER  | Irina Mikitenko                  | 14.50,17 (NR) |
| 5    | TUR  | Yelena-Ebru Kopytova-Kavaklioglu | 14.51,69 (NR) |
| 6    | ESP  | Julia Vaquero                    | 14.56,00      |
| 7    | RUS  | Mariya Pantyukhova               | 14.58,60      |
| 8    | FRA  | Yamna Oubouhou-Belkacem          | 15.03,47 (NR) |

### 10.000 m
| Rang | Land | Atleet             | Tijd     |
| ---- | ---- | ------------------ | -------- |
| 1    | ETH  | Haile Gebrselassie | 27.57,27 |
| 2    | KEN  | Paul Tergat        | 27.58,56 |
| 3    | ETH  | Assefa Mezgebu     | 27.59,15 |
| 4    | ETH  | Girma Tolla        | 28.02,08 |
| 5    | POR  | António Pinto      | 28.03,42 |
| 6    | ETH  | Habte Jifar        | 28.08,82 |
| 7    | KEN  | Benjamin Maiyo     | 28.14,98 |
| 8    | NED  | Kamiel Maase       | 28.15,58 |

| Rang | Land | Atleet           | Tijd          |
| ---- | ---- | ---------------- | ------------- |
| 1    | ETH  | Gete Wami        | 30.24,56 (KR) |
| 2    | GBR  | Paula Radcliffe  | 30.27,13 (NR) |
| 3    | KEN  | Tegla Loroupe    | 30.32,03 (NR) |
| 4    | JPN  | Harumi Hiroyama  | 31.26,84      |
| 5    | JPN  | Chiemi Takahashi | 31.27,62      |
| 6    | ETH  | Merima Hashim    | 31.32,06      |
| 7    | ETH  | Berhane Adere    | 31.32,51      |
| 8    | ESP  | Teresa Recio     | 31.43,80      |

### Marathon
| Rang | Land | Atleet          | Tijd    |
| ---- | ---- | --------------- | ------- |
| 1    | ESP  | Abel Antón      | 2:13.36 |
| 2    | ITA  | Vincenzo Modica | 2:14.03 |
| 3    | JPN  | Nobuyuki Sato   | 2:14.07 |
| 4    | POR  | Luís Novo       | 2:14.27 |
| 5    | ITA  | Danilo Goffi    | 2:14.50 |
| 6    | JPN  | Atsushi Fujita  | 2:15.45 |
| 7    | JPN  | Koji Shimizu    | 2:15.50 |
| 8    | ESP  | Martín Fiz      | 2:16.17 |

| Rang | Land | Atleet                 | Tijd         |
| ---- | ---- | ---------------------- | ------------ |
| 1    | PRK  | Jong Song-ok           | 2:26.59 (NR) |
| 2    | JPN  | Ari Ichihashi          | 2:27.02      |
| 3    | ROU  | Lidia Slavuteanu-Simon | 2:27.41      |
| 4    | ETH  | Fatuma Roba            | 2:28.04      |
| 5    | ETH  | Elfenesh Alemu         | 2:28.52      |
| 6    | GER  | Sonja Krolik           | 2:28.55      |
| 7    | POR  | Manuela Machado        | 2:29.11      |
| 8    | JPN  | Kayoko Obata           | 2:29.11      |

### 20 km snelwandelen
| Rang | Land | Atleet                 | Tijd    |
| ---- | ---- | ---------------------- | ------- |
| 1    | RUS  | Ilja Markov            | 1:23.34 |
| 2    | ECU  | Jefferson Pérez        | 1:24.19 |
| 3    | MEX  | Daniel García          | 1:24.31 |
| 4    | CHN  | Zewen Li               | 1:24.43 |
| 5    | ITA  | Alessandro Gandellini  | 1:24.51 |
| 6    | SVK  | Igor Kollár            | 1:25.15 |
| 7    | AUS  | Nathan Deakes          | 1:25.26 |
| 8    | ITA  | Giovanni De Benedictis | 1:25.33 |

| Rang | Land | Atleet            | Tijd    |
| ---- | ---- | ----------------- | ------- |
| 1    | CHN  | Hongyu Liu        | 1:30.50 |
| 2    | CHN  | Wang Yan          | 1:30.52 |
| 3    | AUS  | Kerry Saxby-Junna | 1:31.18 |
| 4    | POR  | Susana Feitor     | 1:31.23 |
| 5    | POL  | Katarzyna Radtke  | 1:31.34 |
| 6    | ITA  | Erica Alfridi     | 1:32.04 |
| 7    | AUS  | Jane Saville      | 1:32.13 |
| 8    | KAZ  | Maya Sazonova     | 1:32.19 |

### 50 km snelwandelen
| Rang | Land | Atleet            | Tijd    |
| ---- | ---- | ----------------- | ------- |
| 1    | ITA  | Ivano Brugnetti   | 3:47.54 |
| 2    | RUS  | Nikolay Matyukhin | 3:48.18 |
| 3    | USA  | Curt Clausen      | 3:50.55 |
| 4    | ESP  | Valentí Massana   | 3:51.55 |
| 5    | GER  | Robert Ihly       | 3:53.47 |
| 6    | ITA  | Arturo Di Mezza   | 3:53.50 |
| 7    | NZL  | Craig Barrett     | 3:54.38 |
| 8    | CHN  | Yongjian Yang     | 3:55.23 |

### 110 m horden/100 m horden
| Rang | Land | Atleet              | Tijd       |
| ---- | ---- | ------------------- | ---------- |
| 1    | GBR  | Colin Jackson       | 13,04      |
| 2    | CUB  | Anier García        | 13,07 (NR) |
| 3    | USA  | Duane Ross          | 13,12      |
| 4    | USA  | Tony Dees           | 13,22      |
| 5    | GER  | Falk Balzer         | 13,26      |
| 6    | CUB  | Yoel Hernández      | 13,30      |
| 7    | GER  | Florian Schwarthoff | 13,39      |
| 8    | BEL  | Jonathan N'Senga    | 13,54      |

| Rang | Land | Atleet                 | Tijd       |
| ---- | ---- | ---------------------- | ---------- |
| 1    | USA  | Gail Devers            | 12,37      |
| 2    | NGR  | Glory Alozie           | 12,44 (AF) |
| 3    | SWE  | Ludmila Engquist       | 12,47 (NR) |
| 4    | KAZ  | Olga Sjisjigina        | 12,51      |
| 5    | BUL  | Svetla Dimitrova       | 12,75      |
| 6    | JAM  | Dionne Rose            | 12,80      |
| 7    | JAM  | Delloreen Ennis-London | 12,87      |
| 8    | FRA  | Patricia Girard        | 12,97      |

### 400 m horden
| Rang | Land | Atleet                   | Tijd       |
| ---- | ---- | ------------------------ | ---------- |
| 1    | ITA  | Fabrizio Mori            | 47,72      |
| 2    | FRA  | Stéphane Diagana         | 48,12      |
| 3    | SUI  | Marcel Schelbert         | 48,13 (NR) |
| 4    | BRA  | Eronilde Nunes de Araujo | 48,13      |
| 5    | POL  | Pawel Januszewski        | 48,19      |
| 6    | USA  | Joey Woody               | 48,77      |
| 7    | JAM  | Dinsdale Morgan          | 48,92      |
| 8    | USA  | Torrance Zellner         | 49,06      |

| Rang | Land | Atleet                        | Tijd       |
| ---- | ---- | ----------------------------- | ---------- |
| 1    | CUB  | Daimí Pernia                  | 52,89      |
| 2    | MAR  | Nezha Bidouane                | 52,90 (AF) |
| 3    | JAM  | Deon Hemmings                 | 53,16      |
| 4    | BAR  | Andrea Blackett               | 53,36 (NR) |
| 5    | USA  | Sandra Cummings-Glover        | 53,65      |
| 6    | USA  | Michelle Johnson              | 54,23      |
| 7    | UKR  | Tetjana Teresjtsjoek-Antipova | 54,33      |
| 8    | JAM  | Debbie-Ann Parris             | 56,24      |

### 3000 m steeple
| Rang | Land | Atleet               | Tijd    |
| ---- | ---- | -------------------- | ------- |
| 1    | KEN  | Christopher Koskei   | 8.11,76 |
| 2    | KEN  | Wilson Boit Kipketer | 8.12,09 |
| 3    | MAR  | Ali Ezzine           | 8.12,73 |
| 4    | GER  | Damian Kallabis      | 8.13,11 |
| 5    | KEN  | Bernard Barmasai     | 8.13,51 |
| 6    | ESP  | Eliseo Martín        | 8.16,09 |
| 7    | KEN  | Paul Malakwen Kosgei | 8.17,55 |
| 8    | ROU  | Florin Ionescu       | 8.18,17 |

### 4 x 100 m estafette
| Rang | Land | Atleten                                                                                               | Tijd       |
| ---- | ---- | --- | ---------- |
| 1    | USA  | Jon Drummond Tim Montgomery Brian Lewis Maurice Greene                                                | 37,59      |
| 2    | GBR  | Jason Gardener Darren Campbell Marlon Devonish Dwain Chambers                                         | 37,73 (ER) |
| 3    | BRA  | Raphael Raymundo de Oliveira Claudinei Quirino da Silva Edson Luciano Ribeiro André Domingos Da Silva | 38,05 (AM) |
| 4    | CUB  | Alfredo García-Baró Iván García Luis Alberto Pérez-Rionda Yoel Hernández                              | 38,63      |
| 5    | POL  | Marcin Krzywanski Marcin Urbaś Piotr Balcerzak Marcin Nowak                                           | 38,70      |
| 6    | RSA  | Morne Nagel Marcus La Grange Lee-Roy Newton Matthew Quinn                                             | 38,74 (NR) |
| 7    | HUN  | Viktor Kovács Gábor Dobos Roland Németh Zsolt Szeglet                                                 | 38,83      |
| 8    | NGR  | Innocent Asonze Francis Obikwelu Daniel Effiong Deji Aliu                                             | DSQ        |

| Rang | Land | Atleten                                                                | Tijd       |
| ---- | ---- | ---------------------------------------------------------------------- | ---------- |
| 1    | BAH  | Sevatheda Fynes Chandra Sturrup Pauline Davis-Thompson Debbie Ferguson | 41,92      |
| 2    | FRA  | Patricia Girard Muriel Hurtis-Houairi Katia Benth Christine Arron      | 42,06 (NR) |
| 3    | JAM  | Aleen Bailey Merlene Frazer Beverly McDonald Peta-Gaye Dowdie          | 42,15      |
| 4    | USA  | Cheryl Taplin Nanceen Perry Inger Miller Gail Devers                   | 42,30      |
| 5    | GER  | Andrea Philipp Gabi Rockmeier Esther Möller Marion Wagner              | 42,63      |
| 6    | CAN  | Angela Bailey Philomina Mensah Tarama Perry Martha Adusei              | 43,39      |
| 7    | POL  | Zuzanna Radecka Irena Sznajder Monika Borejza Joanna Nielacna          | 43,51      |
| 8    | GBR  | Marcia Richardson Shani Anderson Christine Bloomfield Joice Maduaka    | 43,52      |

### 4 x 400 m estafette
| Rang | Land | Atleten                                                                | Tijd         |
| ---- | ---- | ---------------------------------------------------------------------- | ------------ |
| 1    | POL  | Tomasz Czubak Robert Maćkowiak Jacek Bocian Piotr Haczek               | 2.58,91      |
| 2    | JAM  | Michael McDonald Gregory Haughton Danny McFarlane Davian Clarke        | 2.59,34      |
| 3    | RSA  | Jopie Van Oudtshoorn Hendrik Mokganyetsi Adriaan Botha Arnaud Malherbe | 3.00,20 (NR) |
| 4    | FRA  | Pierre-Marie Hilaire Marc Foucan Marc Raquil Fred Mango                | 3.00,59      |
| 5    | RUS  | Daniil Schekin Andrej Semjonov Valentin Kulbatskiy Dmitri Golowastow   | 3.00,98      |
| 6    | BAH  | Timothy Munnings Troy McIntosh Carl Oliver Chris Brown                 | 3.02,74      |
| 7    | SEN  | Ousmane Niang Assane Diallo Ibou Faye Ibrahima Wade                    | 3.03,80      |
| DQ   | USA  | Jerome Davis Antonio Pettigrew Angelo Taylor Michael Johnson           | 2.56,45      |

| Rang | Land | Atleten                                                                   | Tijd    |
| ---- | ---- | ------------------------------------------------------------------------- | ------- |
| 1    | RUS  | Tatjana Tsjebykina Svetlana Gontsjarenko Olga Kotljarova Natalja Nazarova | 3.21,98 |
| 2    | USA  | Suziann Reid Maicel Malone-Wallace Michele Collins Jearl Miles-Clark      | 3.22,09 |
| 3    | GER  | Anke Feller Uta Rohländer Anja Rücker Grit Breuer                         | 3.22,43 |
| 4    | CZE  | Jitka Burianová Hana Benešová Ludmila Formanová Helena Dziurová-Fuchsová  | 3.23,82 |
| 5    | JAM  | Beverly Grant Lorraine Graham Claudine Williams Deon Hemmings             | 3.24,83 |
| 6    | AUS  | Tania van Heer Lee Naylor Susan Andrews Cathy Freeman                     | 3.28,04 |
| 7    | CUB  | Julia Duporty Zulia Calatayud Yupalis Diaz Idalmis Bonne                  | 3.29,19 |
| 8    | ITA  | Virna De Angeli Patrizia Spuri Francesca Carbone Monika Niederstätter     | 3.29,56 |

### Hoogspringen
| Rang | Land | Atleet             | Hoogte      |
| ---- | ---- | ------------------ | ----------- |
| 1    | RUS  | Vjatsjelav Voronin | 2,37 m      |
| 2    | CAN  | Mark Boswell       | 2,35 m (NR) |
| 3    | GER  | Martin Buß         | 2,32 m      |
| 4    | YUG  | Dragutin Topic     | 2,32 m      |
| 5    | SWE  | Staffan Strand     | 2,29 m      |
| 6    | CAN  | Kwaku Boateng      | 2,29 m      |
| 6    | KOR  | Jin-Taek Lee       | 2,29 m      |
| 8    | USA  | Charles Austin     | 2,29 m      |
| 8    | IRL  | Brendan Reilly     | 2,29 m (NR) |

| Rang | Land | Atleet                      | Hoogte |
| ---- | ---- | --------------------------- | ------ |
| 1    | UKR  | Inha Babakova               | 1,99 m |
| 2    | RUS  | Jelena Jelesina             | 1,99 m |
| 3    | RUS  | Svetlana Lapina             | 1,99 m |
| 4    | USA  | Tisha Waller                | 1,96 m |
| 4    | SWE  | Kajsa Bergqvist             | 1,96 m |
| 4    | CZE  | Zuzana Kováciková-Hlavonova | 1,96 m |
| 7    | UKR  | Vita Stopina                | 1,96 m |
| 8    | KAZ  | Svetlana Zalevskaya         | 1,93 m |

### Verspringen
| Rang | Land | Atleet         | Afstand     |
| ---- | ---- | -------------- | ----------- |
| 1    | CUB  | Iván Pedroso   | 8,56 m      |
| 2    | ESP  | Yago Lamela    | 8,40 m      |
| 3    | SLO  | Gregor Cankar  | 8,36 m      |
| 4    | AUS  | Jai Taurima    | 8,35 m (OC) |
| 5    | AUS  | Shane Hair     | 8,24 m      |
| 6    | CHN  | Le Huang       | 8,01 m      |
| 7    | USA  | Kevin Dilworth | 8,00 m      |
| 8    | MAR  | Younés Moudrik | 7,99 m      |

| Rang | Land | Atleet           | Afstand     |
| ---- | ---- | ---------------- | ----------- |
| 1    | ESP  | Niurka Montalvo  | 7,06 m (NR) |
| 2    | ITA  | Fiona May        | 6,94 m      |
| 3    | USA  | Marion Jones     | 6,83 m      |
| 4    | RUS  | Lyudmila Galkina | 6,82 m      |
| 5    | GBR  | Joanne Wise      | 6,75 m      |
| 6    | USA  | Dawn Burrell     | 6,74 m      |
| 7    | GER  | Susen Tiedtke    | 6,68 m      |
| 8    | BRA  | Maurren Maggi    | 6,68 m      |

### Polsstokhoogspringen
| Rang | Land | Atleet              | Hoogte      |
| ---- | ---- | ------------------- | ----------- |
| 1    | RUS  | Maksim Tarasov      | 6,02 m (KR) |
| 2    | AUS  | Dmitri Markov       | 5,90 m      |
| 3    | ISR  | Aleksandr Averboech | 5,80 m (NR) |
| 4    | GER  | Danny Ecker         | 5,70 m      |
| 4    | USA  | Nick Hysong         | 5,70 m      |
| 6    | GER  | Tim Lobinger        | 5,70 m      |
| 7    | GER  | Michael Stolle      | 5,70 m      |
| 7    | KAZ  | Igor Potapovich     | 5,70 m      |

| Rang | Land | Atleet                | Hoogte      |
| ---- | ---- | --------------------- | ----------- |
| 1    | USA  | Stacy Dragila         | 4,60 m (WR) |
| 2    | UKR  | Anzjela Balachonova   | 4,55 m (ER) |
| 3    | AUS  | Tatiana Grigorieva    | 4,45 m      |
| 4    | HUN  | Zsuzsanna Szabó       | 4,40 m (NR) |
| 5    | GER  | Nicole Rieger-Humbert | 4,40 m      |
| 6    | CZE  | Pavla Hamácková       | 4,40 m      |
| 6    | CZE  | Daniela Bártová       | 4,40 m      |
| 8    | RUS  | Yelena Belyakova      | 4,35 m      |

### Hink-stap-springen
| Rang | Land | Atleet             | Afstand      |
| ---- | ---- | ------------------ | ------------ |
| 1    | GER  | Charles Friedek    | 17,59 m      |
| 2    | BUL  | Rostislav Dimitrov | 17,49 m      |
| 3    | GBR  | Jonathan Edwards   | 17,48 m      |
| 4    | AUS  | Andrew Murphy      | 17,32 m      |
| 5    | ITA  | Paolo Camossi      | 17,29 m (NR) |
| 6    | USA  | LaMark Carter      | 17,10 m      |
| 7    | FRA  | Jerome Romain      | 17,10 m      |
| 8    | CZE  | Jirí Kuntoš        | 17,00 m      |

| Rang | Land | Atleet                 | Afstand |
| ---- | ---- | ---------------------- | ------- |
| 1    | GRE  | Paraskeví Tsiamíta     | 14,88 m |
| 2    | CUB  | Yamilé Aldama          | 14,61 m |
| 3    | GRE  | Ólga-Anastasía Vasdéki | 14,61 m |
| 4    | RUS  | Tatjana Lebedeva       | 14,55 m |
| 5    | BUL  | Iva Prandzheva         | 14,54 m |
| 6    | CZE  | Šárka Kašparkova       | 14,54 m |
| 7    | UKR  | Jelena Hovorova        | 14,47 m |
| 8    | ROU  | Cristina Nicolau       | 14,38 m |

### Speerwerpen
| Rang | Land | Atleet            | Afstand      |
| ---- | ---- | ----------------- | ------------ |
| 1    | FIN  | Aki Parviainen    | 89,52 m      |
| 2    | GRE  | Kostas Gatsioudis | 89,18 m      |
| 3    | CZE  | Jan Zelezny       | 87,67 m      |
| 4    | NOR  | Pål Arne Fagernes | 86,24 m (NR) |
| 5    | GER  | Raymond Hecht     | 85,92 m      |
| 6    | GER  | Boris Henry       | 85,43 m      |
| 7    | CUB  | Emeterio González | 84,32 m (NR) |
| 8    | GBR  | Steve Backley     | 83,84 m      |

| Rang | Land | Atleet                       | Afstand      |
| ---- | ---- | ---------------------------- | ------------ |
| 1    | GRE  | Mirela Manjani-Tzelili       | 67,09 m      |
| 2    | RUS  | Tatjana Sjikolenko           | 66,37 m      |
| 3    | NOR  | Trine Solberg-Hattestad      | 66,06 m      |
| 4    | CUB  | Osleidys Menéndez            | 64,61 m      |
| 5    | AUS  | Louise McPaul-Currey         | 64,38 m      |
| 6    | CUB  | Sonia Bicet Poll             | 63,52 m      |
| 7    | CHN  | Jianhua Wei                  | 62,97 m (AS) |
| 8    | RUS  | Oksana Ovchinnikova-Makarova | 62,67 m      |

### Discuswerpen
| Rang | Land | Atleet                 | Afstand      |
| ---- | ---- | ---------------------- | ------------ |
| 1    | USA  | Anthony Washington     | 69,08 m (KR) |
| 2    | GER  | Jürgen Schult          | 68,18 m      |
| 3    | GER  | Lars Riedel            | 68,09 m      |
| 4    | LTU  | Virgilijus Alekna      | 67,53 m      |
| 5    | LTU  | Vaclavas Kidykas       | 65,05 m      |
| 6    | GER  | Michael Möllenbeck     | 64,90 m      |
| 7    | BLR  | Vladimir Dubrovshchik  | 64,00 m      |
| 8    | RUS  | Aleksandr Borichevskiy | 63,59 m      |

| Rang | Land | Atleet              | Afstand |
| ---- | ---- | ------------------- | ------- |
| 1    | GER  | Franka Dietzsch     | 68,14 m |
| 2    | GRE  | Anastasía Kelesídou | 66,05 m |
| 3    | ROU  | Nicoleta Grasu      | 65,35 m |
| 4    | RUS  | Natalja Sadova      | 64,98 m |
| 5    | NZL  | Beatrice Faumuina   | 64,62 m |
| 6    | USA  | Seilala Sua         | 63,73 m |
| 7    | UKR  | Jelena Antonova     | 63,61 m |
| 8    | GRE  | Stella Tsikoúna     | 63,43 m |

### Kogelstoten
| Rang | Land | Atleet            | Afstand |
| ---- | ---- | ----------------- | ------- |
| 1    | USA  | C.J. Hunter       | 21,79 m |
| 2    | GER  | Oliver-Sven Buder | 21,42 m |
| 3    | UKR  | Oleksandr Bahatsj | 21,26 m |
| 4    | USA  | Andy Bloom        | 20,95 m |
| 5    | UKR  | Joeri Bilonoh     | 20,60 m |
| 6    | YUG  | Dragan Peric      | 20,35 m |
| 7    | USA  | John Godina       | 20,35 m |
| 8    | FIN  | Ville Tiisanoja   | 19,93 m |

| Rang | Land | Atleet                      | Afstand |
| ---- | ---- | --------------------------- | ------- |
| 1    | GER  | Astrid Kumbernuss           | 19,85 m |
| 2    | GER  | Nadine Kleinert             | 19,61 m |
| 3    | RUS  | Svetlana Kriveljova         | 19,43 m |
| 4    | BLR  | Janina Koroltsjik           | 19,17 m |
| 5    | CHN  | Xiaoyan Cheng               | 18,67 m |
| 6    | CUB  | Yumileidi Cumbá             | 18,44 m |
| 7    | AUT  | Valentina Fedyushina        | 18,17 m |
| 8    | POL  | Krystyna Danilczyk-Zabawska | 18,12 m |

### Kogelslingeren
| Rang | Land | Atleet                | Afstand |
| ---- | ---- | --------------------- | ------- |
| 1    | GER  | Karsten Kobs          | 80,24 m |
| 2    | HUN  | Zsolt Németh          | 79,05 m |
| 3    | UKR  | Vladislav Piskoenov   | 79,03 m |
| 4    | HUN  | Tibor Gécsek          | 78,95   |
| 5    | UKR  | Andrej Skvaroek       | 78,80 m |
| 6    | GRE  | Chrístos Polychroníou | 78,31 m |
| 7    | ITA  | Nicola Vizzoni        | 78,31 m |
| 8    | RUS  | Vadim Khersontsev     | 76,96 m |

| Rang | Land | Atleet           | Afstand |
| ---- | ---- | ---------------- | ------- |
| 1    | ROU  | Mihaela Melinte  | 75,20 m |
| 2    | RUS  | Olga Koezenkova  | 72,56 m |
| 3    | SAM  | Lisa Misipeka    | 66,06 m |
| 4    | HUN  | Katalin Divós    | 65,86 m |
| 5    | AUS  | Debbie Sosimenko | 65,52 m |
| 6    | BLR  | Lyudmila Gubkina | 65,44 m |
| 7    | GER  | Simone Mathes    | 64,93 m |
| 8    | GER  | Kirsten Münchow  | 64,03 m |

### Tienkamp/zevenkamp
| Rang | Land | Atleet            | Punten   |
| ---- | ---- | ----------------- | -------- |
| 1    | CZE  | Tomáš Dvořák      | 8744 pnt |
| 2    | GBR  | Dean Macey        | 8556 pnt |
| 3    | USA  | Chris Huffins     | 8547 pnt |
| 4    | FRA  | Sébastien Levicq  | 8524 pnt |
| 5    | RUS  | Lev Lobodin       | 8494 pnt |
| 6    | FRA  | Wilfrid Boulineau | 8154 pnt |
| 7    | SWE  | Henrik Dagård     | 8150 pnt |
| 8    | USA  | Dan Steele        | 8130 pnt |

| Rang | Land | Atleet               | Punten   |
| ---- | ---- | -------------------- | -------- |
| 1    | FRA  | Eunice Barber        | 6861 pnt |
| 2    | GBR  | Denise Lewis         | 6724 pnt |
| 3    | SYR  | Ghada Shouaa         | 6500 pnt |
| 4    | GER  | Sabine Braun         | 6497 pnt |
| 5    | FIN  | Tiia Hautala         | 6369 pnt |
| 6    | GER  | Karin Specht-Ertl    | 6317 pnt |
| 7    | POL  | Urszula Wlodarczyk   | 6287 pnt |
| 8    | LTU  | Remigija Nazaroviene | 6262 pnt |

### Legenda
- WR: Wereldrecord
- KR: Kampioenschapsrecord
- ER: Europees record
- AF: Afrikaans record
- AS: Aziatisch record
- OC: Oceanisch record
- NR: Nationaal record
- DSQ: Gediskwalificeerd

1983 · 
1987 · 
1991 · 
1993 · 
1995 · 
1997 · 
1999 · 
2001 · 
2003 · 
2005 · 
2007 · 
2009 · 
2011 · 
2013 · 
2015 · 
2017 · 
2019 · 
2022 · 
2023